# Liste der Monuments historiques in Kintzheim
Die Liste der Monuments historiques in Kintzheim führt die Monuments historiques in der französischen Gemeinde Kintzheim auf.

## Liste der Bauwerke
| Bezeichnung     | Beschreibung | Standort                    | Kennzeichnung | Schutzstatus | Datum | Bild           |
| --------------- | --- | --------------------------- | ------------- | ------------ | ----- | -------------- |
| Domaine Fabvier | kleines Schloss mit Parkanlage, 1807                                                                                        | 92 rue de la Liberté (Lage) | PA00085310    | Inscrit      | 1992  |                |
| Burg Kintzheim  | 1267 erstmals erwähnt, 1298 zerstört; Wiederaufbau im 14. Jahrhundert, 1632 erneut zerstört, anschließend wiederhergestellt | westlich des Ortes (Lage)   | PA00084757    | Classé       | 1965  | weitere Bilder |

## Liste der Objekte
| Bezeichnung                                       | Beschreibung                  | Standort                       | Kennzeichnung | Schutzstatus | Datum | Bild |
| ------------------------------------------------- | ----------------------------- | ------------------------------ | ------------- | ------------ | ----- | ---- |
| Reliquiar für den Zahn des heiligen Jakobus d. Ä. | Silber und Bergkristall, 1655 | in der Kirche St-Martin (Lage) | PM67000789    | Classé       | 1997  |      |